# Association mondiale des amis de l'enfance
 (juin 2019).
Si vous disposez d'ouvrages ou d'articles de référence ou si vous connaissez des sites web de qualité traitant du thème abordé ici, merci de compléter l'article en donnant les références utiles à sa vérifiabilité et en les liant à la section « Notes et références ».
 (avril 2025).
Motif : Aucune source secondaire
- Archive Wikiwix
- Bing
- Cairn
- DuckDuckGo
- E. Universalis
- Gallica
- Google
- G. Books
- G. News
- G. Scholar
- Persée
- Qwant
- (zh) Baidu
- (ru) Yandex
- (wd) trouver des œuvres sur Wikidata

| 1. | Préciser le motif de la pose du bandeau. | Précisez le motif de la pose du bandeau en utilisant la syntaxe suivante : {{admissibilité à vérifier\|date=juillet 2025\|motif=remplacez ce texte par le motif}}                                               |
| 2. | Informer les utilisateurs concernés.     | Pensez à avertir le créateur de l'article, par exemple, en insérant le code ci-dessous sur sa page de discussion : {{subst:avertissement admissibilité à vérifier\|Association mondiale des amis de l'enfance}} |

L’Association mondiale des amis de l’enfance, abrégé AMADE, est une organisation non gouvernementale créée en 1963 par la princesse Grace de Monaco et est présidée par la princesse de Hanovre (Caroline de Monaco).
L'AMADE (www.amade.org) s'engage en faveur de la protection et l'épanouissement de l'enfant à travers le monde : Europe, mais aussi Maroc, Burkina Faso, Sénégal, Burundi, Liban, États-Unis,,.
Elle est dotée du statut consultatif auprès de l'UNICEF, l’Organisation des Nations unies pour l'éducation, la science et la culture (UNESCO) et du Conseil économique et social des Nations unies (CESNU). Elle a également un statut participatif auprès du Conseil de l’Europe.
Corneille a écrit et composé en 2005 l'hymne de l'A.M.A.D.E, intitulé Chanter qu'on les aime, interprété par lui et d'autres artistes. Les bénéfices du single ont été reversés à l'AMADE.
En 1985, elle acquiert les droits d'auteur du film Le Cri silencieux.